# Start the Party!
Start the Party! – gra rodzinna, w której można wziąć udział w serii krótkich konkurencji zręcznościowych, gdzie trzeba się wykazać szczególnymi umiejętnościami manualnymi. W Start the Party! gracz widzi na ekranie siebie oraz generowane przez konsolę obiekty i machając kontrolerami wchodzi z nimi w różne interakcje. W Polsce premiera odbyła się 17 września 2010 roku.

## Wersja polska
Wersja polska: Studio PRL

Reżyseria: Jarosław Boberek

Wystąpił:
- Krzysztof Ibisz – Prowadzący
- Dariusz Toczek

i inni